# Troisdorf Jets
Die Troisdorf Jets (vormals Bonner Jets) sind ein Verein für American Football, Flag Football und Cheerleading aus Troisdorf in Nordrhein-Westfalen. In der Saison 2019 spielt die 1. Mannschaft in der GFL2 Nord, der zweithöchsten Spielklasse Deutschlands.

## Geschichte
Gegründet im Jahr 1980, spielte die Mannschaft zunächst in Bonn. Unter dem Namen Bonner Jets  nahm man 1981 an der Nordwestdeutsche Football Liga teil. Ab 1982 spielte man in der 2. Bundesliga. Von 1984 bis 1990 spielte das Team dann in der damaligen 1. Bundesliga, der heutigen GFL, und erreichte 1985 und 1986 das Viertelfinale sowie 1988 nochmals das Achtelfinale. Ein Umbruch in der schmalen Teamstruktur führte dazu, dass das Team nach dem Umzug ins benachbarte Troisdorf im Jahr 1990, in der 2. Bundesliga antrat. Hier waren die Troisdorf Jets sehr erfolgreich: die Mannschaft belegte in den 1990er-Jahren fünfmal in Folge den Vizemeisterplatz und holte viermal den NRW-Pokal.
Nach einem zwischenzeitlichen Abstieg in die Regionalliga kehrten die Troisdorf Jets nach der Saison 2005 wieder in die GFL2 zurück und belegten in der Saison 2006 einen respektablen dritten Tabellenplatz. Nach einem sechsten Platz in der Saison 2007 stand die Saison 2008 unter keinem guten Stern für die Jets. Mit nur einem Saisonsieg mussten sie sich mit dem letzten Platz der GFL2 Nord zufriedengeben und stiegen wieder ab.
Seit der Saison 2011 spielt das Team wieder in der GFL2. Das Präsidium des American Football Verbandes Deutschland (AFVD) hatte damals einstimmig beschlossen, dass die Troisdorf Jets in die German Football League 2 nachrücken konnten. Die Jets waren zwar sportlich in der Aufstiegsrunde knapp gescheitert, profitieren damit jedoch „am grünen Tisch“ von einer Ligareform, mit der die zweithöchste deutsche Football-Liga auf je acht Teams im Norden und im Süden aufgestockt wurde.
In der Saison 2012 schlitterten die Jets knapp an einer kleinen Sensation vorbei. Mit guten Chancen auf den Meistertitel mussten sich die Troisdorfer Footballer am Ende mit Rang 3 zufriedengeben. Im Folgejahr 2013 gelang der Mannschaft mit dem Vizemeistertitel in der GFL2 die beste Platzierung in der jüngeren Vereinsgeschichte.
In der Saison 2014 stiegen die Jets erneut aus der GFL2 ab. Nachdem Head Coach Javav Lenhardt sein Team mitten in der Saison in Richtung Vereinigte Staaten verlassen hatte, fehlte am Ende nur ein einziger Punkt zum Klassenerhalt. Erstmals ging in diesem Jahr mit den Jets Prospects auch eine 2. Herrenmannschaft an den Start. Den Head Coach-Posten im Gründungsjahr übernahm Stephan „Butch“ Pohl.
Nach dem Abstieg traten die Jets 2015 wieder in der Regionalliga NRW an. Den Posten des Cheftrainers übernahm erneut Eric Grützenbach, der sein Amt nach einer 20-jährigen Karriere eigentlich zwei Jahre zuvor abgegeben hatte. Die Umbrüche in der Mannschaft und das neue Trainerteam ließen die Troisdorfer Footballer nach einer schwachen Saison nur auf Rang 4 der Tabelle landen.
Mit Andreas Heinen als neuem Head Coach und Offensive Coordinator gingen die Jets dann 2016 an den Start und wurden am Ende direkt Vizemeister hinter den starken Langenfeld Longhorns, die folgerichtig auch in die GFL2 aufstiegen.
2017 mussten sich die Jets nach einem furiosen Ligastart zum Abschluss der Regionalligasaison mit dem dritten Tabellenrang begnügen. Die Bilanz von fünf Siegen bei fünf Niederlagen war eher ernüchternd, da das Ziel klar der Aufstieg in die GFL2 war. Deutlich besser lief es hingegen für die JuniorJets (U19), die unter Head Coach Lorenz Kunkel zum ersten Mal in der Vereinsgeschichte den Sprung in der German Football League Juniors (GFLJ) schafften.
2018 errangen die Jets schließlich doch die Meisterschaft in der Regionalliga West und stiegen wieder in die GFL2 auf.
2019 beendeten die Herren der Jets die GFL2 auf dem letzten Platz uns steigen so ab in die Regionalliga NRW. 2020 fand in der Liga kein Spielbetrieb statt. 2021 landeten die Jets am Ender der Saison auf dem 05. Platz. 2022 erkämpfte man sich einen guten dritten Platz.

## Allgemeines
Das Vereinsziel der Troisdorf Jets ist die Förderung des American-Football-Sports, des Cheerleadings sowie des Flag Footballs. Nicht zuletzt dank der umfangreichen Jugendförderung verstehen sich die Jets dabei als große Familie und leben diesen Gedanken in der täglichen Vereinsarbeit.
Bei den Troisdorf Jets haben Männer und Frauen sowie Jungen und Mädchen nahezu aller Altersklassen die Möglichkeit, mit American Football eine der vielseitigsten Sportarten der Welt zu betreiben. Mit einer eigenen Cheerleading-Abteilung, den „Dynamix“, bieten die Jets dazu noch eine weitere spannende Sportart an, die eng mit dem Footballsport verknüpft ist.
Während bei der 1. Herrenmannschaft (Jets Seniors) sicherlich der Leistungsgedanke im Vordergrund steht, ist die Hauptaufgabe der 2. Mannschaft (Jets Prospects) die Entwicklung junger Nachwuchsspieler und Football-Anfänger. Zudem legen die Troisdorf Jets besonders großen Wert auf die Entwicklung und Förderung der Spieler im Jugendbereich. Dank intensiver Arbeit engagierter Übungsleiter konnten die Jets ihren Mitgliederbestand bei den Kindern und Jugendlichen in den vergangenen Jahren mehr als verdoppeln.

## Mannschaften
Die Troisdorf Jets haben mehrere Mannschaften
- Troisdorf Jets (Herren)
- Troisdorf JuniorJets (U19)
- Troisdorf RookieJets (U16)
- Troisdorf FutureJets (U13)
- Troisdorf MiniJets   (U10)
- Cheerleader „Flightsquad“
- Peewee Cheerleader (U12)
- Juniors Cheerleader (U16)

- Troisdorf FlagJets (Flag-Football-Team)
- Troisdorf JetsFlaggies (2007, 2008; nicht mehr aktiv)